# Nejč Slapar
Nejč Slapar, slovenski slikar, glasbenik in filmar. * 10. marec 1945, Stražišče, † 3. januar 2024, Stražišče.

## Življenje in delo
Osnovno šolo in gimnazijo je končal v Kamniku, kjer je od trinajstega leta živel v internatu. Vpisal se je na gradbeništvo, leta 1971 pa se je zaposlil kot oblikovalec v grafičnem podjetju Gorenjski tisk v Kranju, kjer je ostal do leta 1990.
Umetniško se je udejstvoval na področju likovnega ustvarjanja, filma in glasbe. V filmski skupini Ime (v njej so bili še Janez Horvat, Živko Kladnik in Gašper Starc) je v letih 1970–1976 posnel več kratkometražnih igranih filmov (Do spoznanja, Rdeča kapica, Balada o mrtvecu, Dolgčas), ki so bili nagrajeni v Jugoslaviji, Avstriji in Italiji. Kot harmonikar je bil član ansambla Slutnja poletja. 
Slikarske razstave je imel od leta 1968 dalje: preko sto samostojnih (Kranj, Dobrna, Tržič, Jesenice, Rogaška Slatina, Škofja Loka, Piran, Visoko) in okrog petdeset skupinskih (Kranj, Beljak, Bled, Murska Sobota, Piran, Benetke, Ljubljana). S pesnikom Francetom Pibernikom je leta 1976 napravil grafično-pesniško knjigo Grafični prostor poezije, bil del konceptualistične skupine West-East in se udeleževal likovnih kolonij. 1. maja 1977 je v dogovoru z Občino Kranj podaril Titu, ko je
bil ta na obisku na Joštu nad Kranjem, sliko Galaksija. Monumentalna risba s tušem (10,2 m x 2,6 m; veljala je za največjo risbo v Jugoslaviji), ki jo hrani Muzej zgodovine Jugoslavije v Beogradu, je bila 1977 na ogled na Loškem gradu, 2024 pa na razstavi Razširjeni vid v Cukrarni v Ljubljani.  Ustanovil je Studio Signum za konkretno poezijo. 1979 je tam nastalo 60 m dolgo in 2,4 m široko platno z naslovom Abeceda, ki so ga razobesili s Campanile, zvonika cerkve sv. Marka v Benetkah, razvili so ga tudi s cerkve Sv. Jurija v Piranu, na Reki in na Volbenku v Poljanski dolini. 
Leta 1995 je bil izbran za predsednika Likovnega društva Kranj in ga vodil več kot deset let.
Njegove abstraktne grafike spadajo na področje op arta, sprva so bile črno-bele, pozneje barvne in prostorske. Pomagal si je s šablonami, krivuljniki in peresi za tuš. Skozi likovno abstraktnost bodeta erotična simbolika in pokrajinskost. Napravil je serijo portretov slovenskih književnikov (Trubar, Cankar, Kosovel, Prešeren, Tavčar, Aškerc), razstavljal jih pa ni.

## Nagrade
- 2018 odkupna nagrada za najvidnejšega predstavnika geometrijske abstrakcije na Gorenjskem na 7. Mednarodnem festivalu likovnih umetnosti, Kranj
- 2006 Prešernova plaketa Mestne občine Kranj
- 1978 1. nagrada na Ex-Tempore v Piranu